# Estación Luján
Luján es una estación ferroviaria de la ciudad homónima, Provincia de Buenos Aires, Argentina.
El edificio actual de la estación sigue el modelo de impronta francesa impuesto por su antecesora en Pehuajó, cuyos andenes se encuentran protegidos por una particular estructura de cabreadas paralelas a las vías.
Entre las variantes del prototipo se destaca el óculo centrado en el cornisamiento superior, jerarquizando el acceso.

## Servicios
La estación corresponde a la línea principal de la Línea Sarmiento. Recibe trenes locales del servicio prestado entre Moreno y Mercedes.

## Historia
El primer convoy llegó a Luján el 23 de mayo de 1864. (Hay controversias en cuanto a cual fue locomotora que llegó a Luján tirando los vagones en ese primer viaje, e incluso también acerca de quién fue su conductor. Diversos textos dicen que fue la locomotora "La Porteña", la máquina del viaje inaugural Conductores y mecánicos afirman que eso habría sido imposible, ya que esta máquina no tenía tender (carro para transportar carbón) y no habría podido aprovisionarse en el trayecto para llegar y volver.)
Lo cierto es que ese día llegó desde la Estación El Parque, el primer tren a Luján transportando a varios miembros de la Sociedad Caminos de Hierro al Oeste, el gobernador de la Provincia: Mariano Saavedra y el presidente de la Nación, Bartolomé Mitre, un hecho por demás de importante.
Los hechos previos a la inauguración pudieron ser reconstruidos Archivado el 20 de febrero de 2017 en Wayback Machine. gracias a la documentación existente en el ARCHIVO DEL COMPLEJO MUSEOGRÁFICO ENRIQUE UDAONDO  donde existen las notas intercambiadas entre el juez de paz (máxima autoridad del municipio en ese entonces), Ulrico Otto Arnim (Ingeniero alemán encargado de los estudios topográficos para la instalación de las vías) y Mariano Haedo, miembro de la Asociación de inversionistas mencionada.
La edificación construida para la estación era muy similar a la de la Estación Terminal (El Parque): dos alas unidas con un techo a dos aguas. Cada ala rematada con una especie de "campanario", atravesada por la única mano de vía.

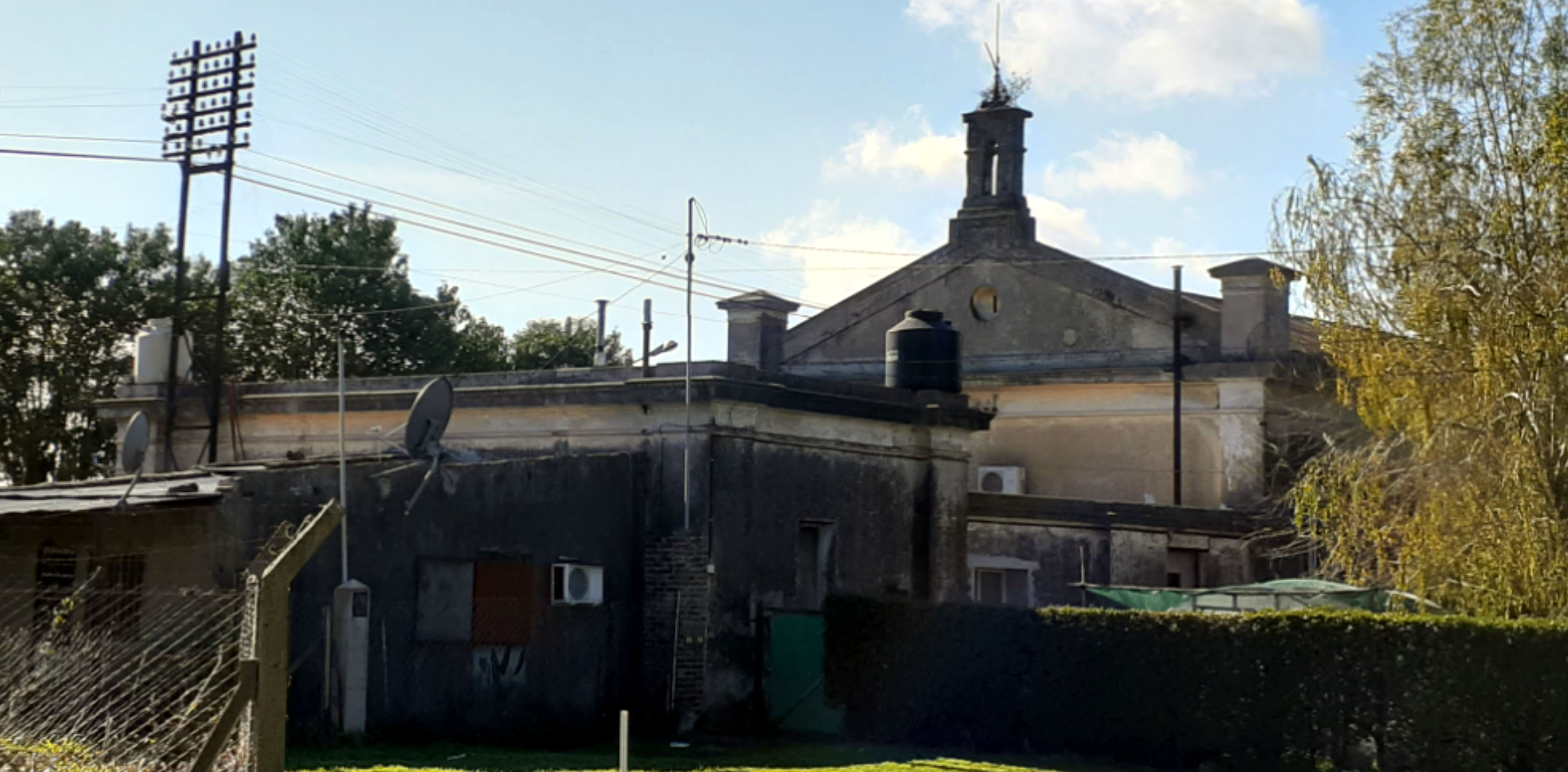

Hasta el año 1898, Luján continuó teniendo una sola vía. A la llegada de las otras dos pares se tuvo que tirar abajo el ala izquierda de la estación existente.
Desde los inicios de las peregrinaciones en 1893, el ferrocarril acompañó el peregrinar de fieles al Santuario de Nuestra Señora de Luján.
Cada año la empresa Ferrocarril Oeste, primero, luego Sarmiento y más tarde Trenes Buenos Aires (TBA), se preparaba para las fechas especiales en que se recibía gran cantidad de fieles: en octubre, la "Peregrinación de la juventud" y el 8 de diciembre, el día de la Patrona de Argentina.
En 1899 se inauguró un ramal complementario para acercar aún más a los peregrinos.
El tren salía desde el andén 0 y recorría casi 2 km. atravesando la ciudad hasta la estación llamada Estación Basílica (Donde actualmente está emplazada la Plazoleta Antigua Estación Basílica).

### SigloXX
En 1914 se comenzó a construir la nueva edificación, luego de un varios pedidos de los vecinos. 
En 1955 se cerró el ramal a la Estación Basílica por pedido del Municipio y se levantaron las vías.
Hasta fines de la década de 1970 recibía trenes provenientes de Pergamino, pero luego de la clausura de ese ramal para servicios de pasajeros únicamente recibía trenes de carga desde allí y, esporádicamente, generales que eran desviados hacia la estación terminal Once de Septiembre desde el Ferrocarril General Bartolomé Mitre.
Por medio de las gestiones iniciados por el presidente de la Asociación de Jubilados Ferroviarios, el señor Adolfo García, el 8 de mayo de 1994 llega a Luján la locomotora Yaguar 3880, la última locomotora ingresada al país.
Hacía más de 15 años de que dicha máquina se encontraba abandonada en el Empalme Lobos y fue remolcada por una locomotora diésel 7605 conducida por Daniel Mereas y como acompañante Juan Carlos Mayor, quienes donaron su día de descanso para este cometido. También acompañaron el traslado Alfredo Romero, Encargado de depósito de Haedo y Héctor Cabrera, agente de dirección.
Actualmente, la estación se encuentra operativa y conserva muchos bienes patrimoniales que fueron adquiridos por la empresa Ferrocarril Oeste, Luego Sarmiento, luego concesionada a TBA Y en la actualidad, bajo administración de Trenes Argentinos

## Imágenes

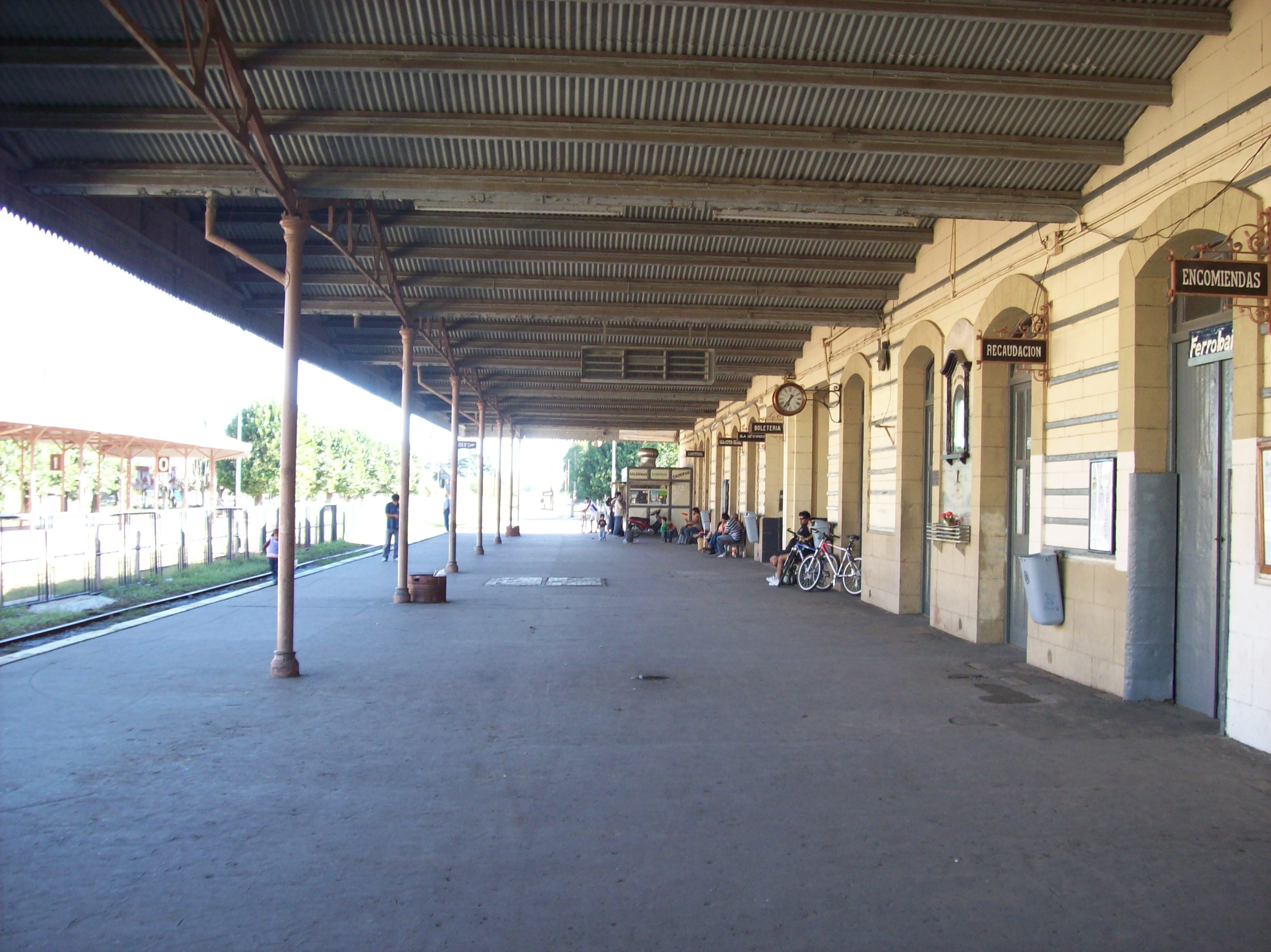
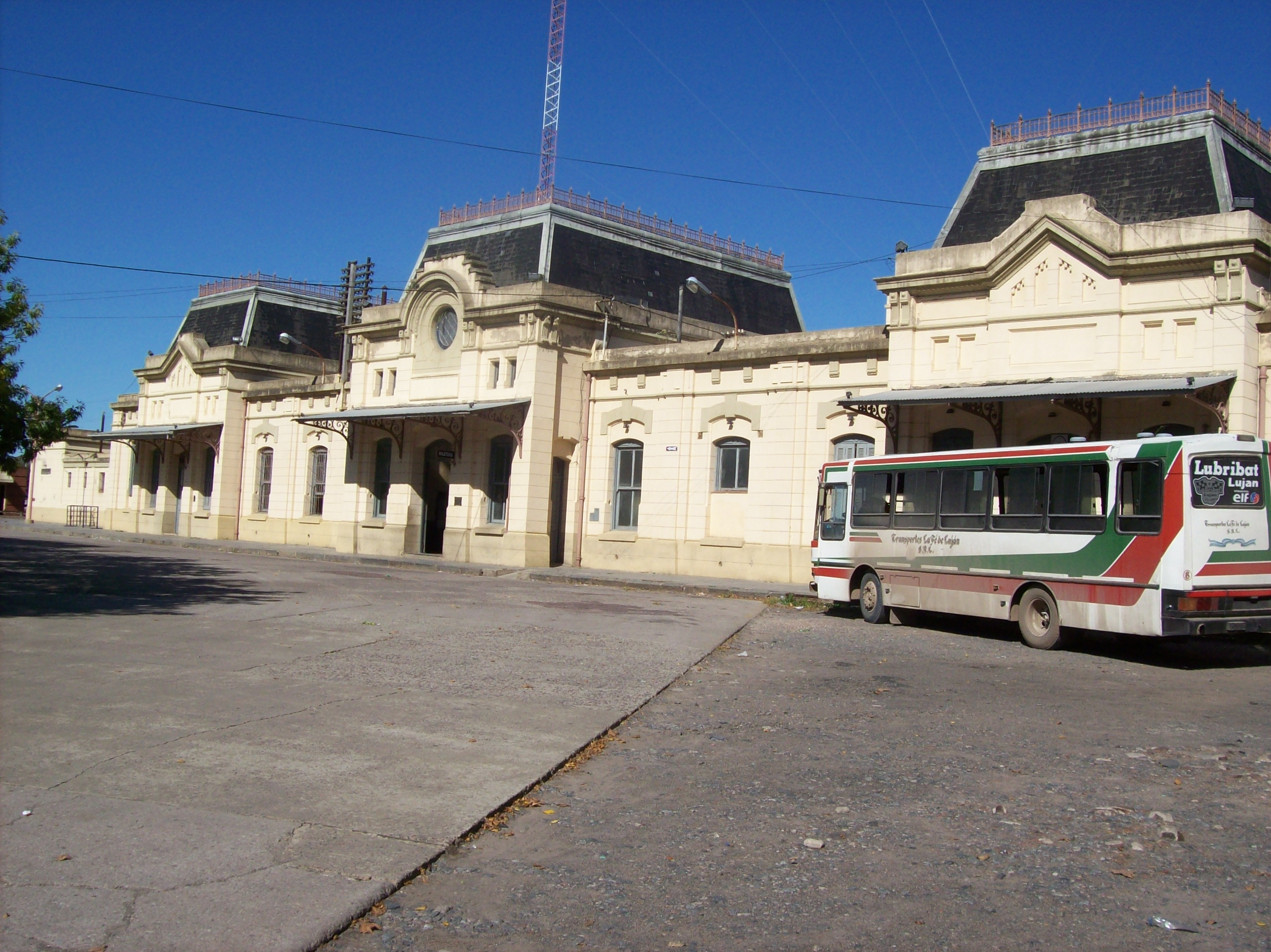
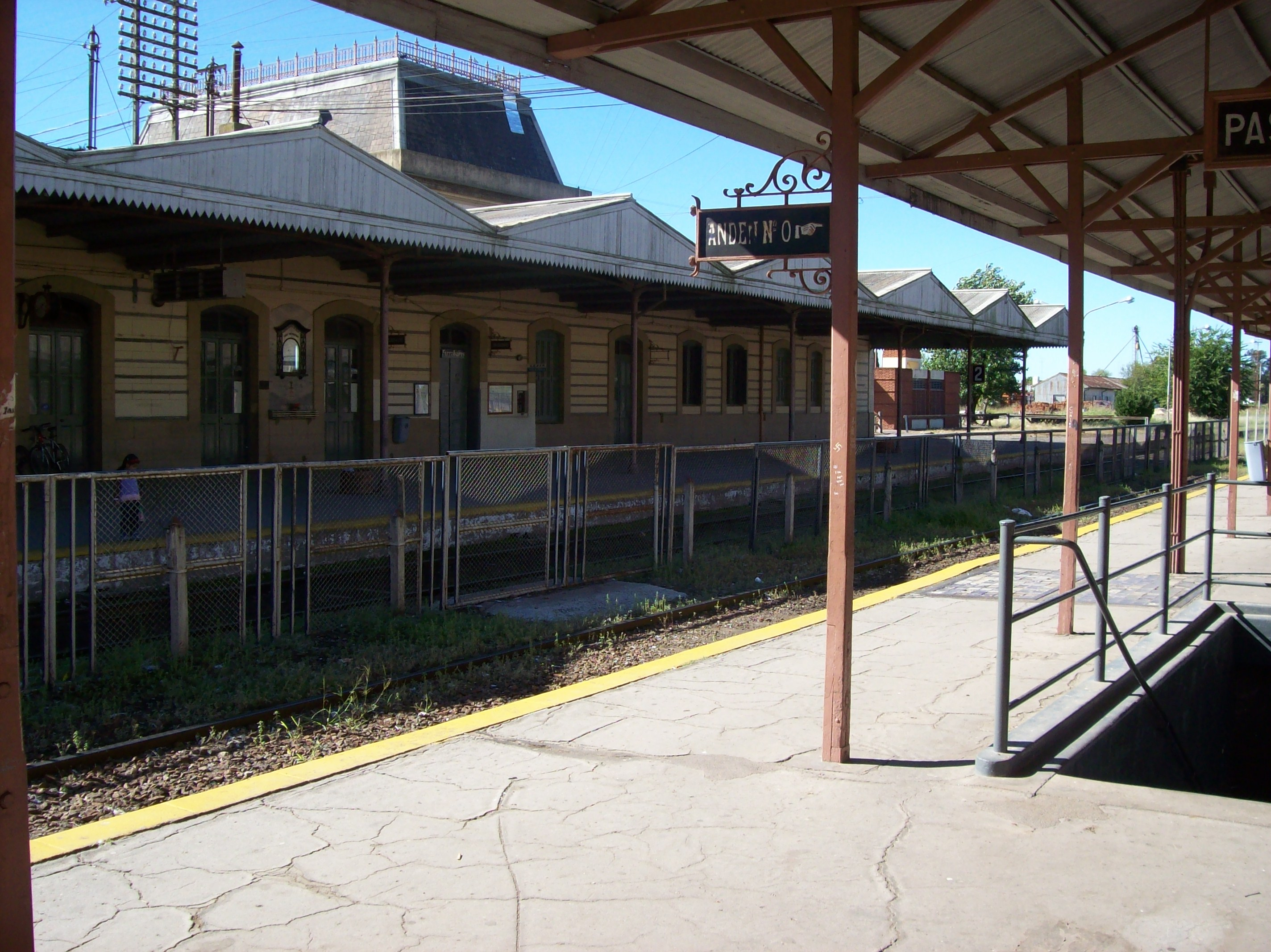